# Databasedump
Een databasedump (kortweg dump genoemd) bevat een neerslag van een tabelstructuur en/of de gegevens uit een database en is gewoonlijk in de vorm van een lijst van SQL-statements. Een databasedump wordt meestal gebruikt voor het back-uppen van een database, zodat de inhoud kan worden hersteld in geval van verlies van gegevens. Beschadigde databases kunnen vaak worden hersteld door de analyse van de dump. Databasedumps worden vaak gepubliceerd door vrije software en vrije inhoud-projecten, om hergebruik of forken van de database mogelijk te maken. Met die achtergrond worden er ook van Wikivoyage, Wikipedia en andere Wikimedia-projecten databasedumps beschikbaar gesteld.